# アイリーン・ドナン
アイリーン・ドナン（スコットランド・ゲール語: Eilean Donnain ）は、スコットランド、ハイランド西部に存在する小さい島である。 島はそのほとんどが同名の城で覆われている。アイリーン・ドナンの名前は「ドナンの島」を意味し、617年に殉教したとされるケルトの聖人アイグのドナンにちなんで命名された。ドナンは島に教会を設立したという伝説が残されてはいるが、その考古学的な証拠は残っていない。   
城は13世紀に設立され、マッケンジー一族とその同盟であるマクレー一族の拠点となった。 18世紀初頭、マッケンジー一族がジャコバイトの反乱に関与したことにより、1719年に連合王国の戦艦によって城壁は破壊された（アイリーン・ドナン城占領）。 20世紀に行われたジョン・マクレー・ギルストラップ中佐による再建作業により現在の姿となっている 。